# Ondrejcik Rastislav
Ondrejcik Rastislav (Lőcse, 1973. január 27. –) magyar, válogatott jégkorong játékos.

## Karrier
A szlovák származású játékos először a HK SKP Poprad csapatában mutatkozott be. Az Extraligában töltött évei során számos csapat keretében kapott helyet, többek között a négyszeres bajnok HC Košice-ben is megfordult. 2006-ban kapta meg a magyar állampolgárságot, azóta 18-szor szerepelt a magyar válogatottban. Részt vett a 2009-es IIHF jégkorong-világbajnokságon. 2011-ben befejezte professzionális sportoló pályafutását és az ifj. Ocskay Gábor Jégkorong Akadémián lett edző.